# اندرو هانا
اندرو هانا (انگلیسی: Andrew Hannah; ۱۷ سپتامبر ۱۸۶۴ – ۲۹ مهٔ ۱۹۴۰) بازیکن فوتبال اهل بریتانیا بود.
از باشگاه‌هایی که در آن بازی کرده‌است می‌توان به باشگاه فوتبال لیورپول، باشگاه فوتبال وست برومویچ آلبیون، باشگاه فوتبال اورتون، و تیم ملی فوتبال اسکاتلند اشاره کرد.